# Mười ngày Dương Châu

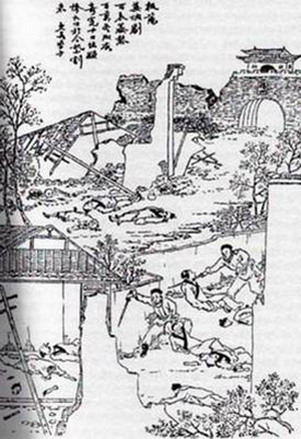
Tranh minh họa về sự kiện Dương Châu

Mười ngày Dương Châu (Hán Việt: Dương Châu thập nhật, chữ Hán: 扬州十日) là một cuộc thảm sát kéo dài 10 ngày do quân đội nhà Thanh của người Mãn Châu tiến hành sau khi họ lấy được thành Dương Châu từ tay chính quyền Nam Minh vào ngày 20 tháng 5 năm 1645. Theo sách Dương Châu thập nhật ký, số người bị giết trong sự kiện này lên tới 800.000 người, mặc dù một số học giả cho rằng con số trên đã được phóng đại.

## Bối cảnh
Tháng 4 năm 1644, nghĩa quân Lý Tự Thành chiếm được thành Bắc Kinh, vua Sùng Trinh Nhà Minh tự vẫn tại Môi Sơn. Lý Tự Thành tự xưng hoàng đế, lập ra chính quyền Đại Thuận, rồi đem quân đánh tướng Minh là Ngô Tam Quế đang trấn thủ ở Sơn Hải quan, sau đó lại giết cha Ngô Tam Quế và làm nhục người thiếp yêu của ông này là Trần Viên Viên. Ngô Tam Quế tức giận, bèn cầu cứu quân Thanh ở miền bắc. Nhân cơ hội đó, quân Thanh tiến vào Bắc Kinh, làm chủ Trung Nguyên. Tuy nhiên các tỉnh miền Nam vẫn chưa thần phục triều đình mới. Ngày 19 tháng 6 năm 1644, Sử Khả Pháp cùng bọn Giang Bắc tứ trấn Hoàng Đắc Công, Cao Kiệt, Lưu Lương Tá, Lưu Trạch Thanh tôn lập Phúc vương của tiền Minh là Chu Do Tùng làm đế, sử gọi là nhà Nam Minh.
Mùa xuân năm 1645, nhà Thanh sai Dự Thân vương Đa Đạc dẫn quân nam hạ, bình định Đồng Quan và Tây An, rồi đột phá phòng tuyến ở Giang Hoài, bao vây Dương Châu. Sử Khả Pháp khi đó giữ chức Thượng thư bộ Binh, Đại học sĩ điện Kiến Cực tổ chức dân binh phòng thủ, cầm cự với quân Thanh 100 ngày. Ngày 19 tháng 5, quân Thanh dùng đại pháo oanh kích vào thành, Sử Khả Pháp xin Phúc vương điều quân cứu viện, song vì bọn trấn tướng cầm quân đấu đá lẫn nhau, nên không có viện binh. Ngày hôm sau, Đa Đạc dùng kế giả trá, cho lính cải trang thành quân tiếp viện, mà tràn vào thành. Sử Khả Pháp cắn lưỡi, nhưng không chết rồi bị quân Thanh bắt sống. Đa Đạc kêu gọi Khả Pháp đầu hàng nhưng bị cự tuyệt; bèn hạ lệnh giết chết ông ta. Bộ tướng của Sử Khả Pháp là Lưu Triệu Cơ tập hợp tàn quân cùng với bách tính trong thành tiếp tục kháng chiến, nhưng thế yếu không sao chống lại được đại quân Thanh, rồi cũng bị hại. Sau khi đại thắng, Đa Đạc hạ lệnh đồ sát toàn thành.
Đa Đạc về sau trong bài hịch dụ hàng quan lại nhà Minh ở Nam Kinh có nói: "Từ khi đại binh đến, quân viên quân dân nếu mà kháng cự không hàng, kết cục ai cũng đã nhìn thấy".

## Diễn biến

### Theo Dương Châu thập nhật kí

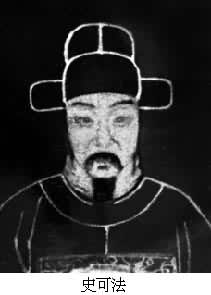
Sử Khả Pháp (1601 - 1645)

"Dương Châu thập nhật kí", một quyển sách nhỏ khoảng 8000 chữ của Vương Tú Sở ghi chép về sự kiện thảm sát năm đó, người ta nghĩ rằng Nhà Thanh coi là quyển sách chứa nội dung phản nghịch nên cấm chỉ lưu hành nhiều năm. Cho đến tận thời Thanh mạt, quyển sách này lại từ Nhật Bản lưu truyền về Trung Quốc. Học giả Diêu Cận Nguyên công bố "Cấm thư tổng mục" để nói về những quyền sách cấm, có ghi nhận lại vào thời vua Càn Long, Quân cơ xứ tấu rằng đã tiêu hủy một quyển sách gọi là "Dương Châu thập nhật lục", nhưng vào thời kì Hàm Phong lại có Từ Tỉ nhắc đến quyển sách này trong sách sử Tiểu thiền kỉ niên của mình. Sử gia Kế Lục Kì đời nhà Thanh cũng có ghi chép về cuộc đồ sát Dương Châu này. Người ta so sánh nội dung Dương Châu thập nhật kí và các sử liệu khác có nhiều điểm tồn nghi.
Đảng viên Cộng sản Trần Thiên Hoa trong Sư tử hống: "Vào thời điểm đó, một trong số những người sống sót sau sự kiện vạn tử nhất sinh, đã viết quyển "Dương Châu thập nhật kí", tự thuật về thảm kịch này".
Theo "Dương Châu thập nhật kí", quân Thanh sau khi phá thành Dương Châu được 5 ngày thì tiến hành đồ sát.
Hàng chục người bị xích cổ và chăn dắt như là dê, cừu. Bất cứ ai tìm cách bỏ trốn đều bị đánh đập hay giết chết ngay. Những người phụ nữ bị xích cổ lại với nhau bằng những sợi xích sắt nặng như ngọc trai. Mỗi bước vấp ngã thì ngã người vào bùn đất. Những đứa con nít nằm ngổn ngang trên đường phố. Nội tạng của người bị giết nằm ngổn ngang trên mặt đất thì bị chân người chân ngựa đè lên, tiếng khóc của người sống vang vọng khắp nơi. Đi qua các rãnh nước, ao hồ đều bắt gặp xác chết, nhiều tay và chân chồng chất lên nhau. Máu người hòa lẫn vào trong nước, màu xanh của nước và màu đỏ trộn lẫn với nhau tạo ra một màu sắc ảm đạm. Xác chết lấp cả kênh rạch. Sau đó, người ta phóng hỏa khắp nơi, những tòa nhà ngói bắt lửa và bừng cháy. Những người ẩn náu trong nhà phải vội vàng chạy ra, và ngay khi họ bước ra, 10 người thì đến 9 người bị xử tử ngay tại chỗ. Mặt khác, những người ở lại trong nhà - bị đốt cháy sau những cánh cửa đóng chặt và không ai có thể biết có bao nhiêu người đã chết với một đống xương còn lại sau đó. Đến năm hôm sau, Đa Đạc mới hạ lệnh ngưng chém giết, cho các nhà sư vào thành thu thập thi hài người chết và làm lễ siêu độ cho họ.
Sau đó, quân Thanh thừa thắng tiếp tục tấn công, rồi chiếm được Kim Lăng. Ngày 15 tháng 6 năm 1645, Phúc vương bị bắt giải về Bắc Kinh.

### Theo những sử liệu khác
Theo "Minh quý nam lược":
Dự vương vào Nam Kinh, ngày Quý Mão (22 tháng 5 ÂL) thì cho xây từ đường cho Sử Khả Pháp, chăm lo cho gia quyến ông ta. Lúc đó vương đánh giá cao họ Sử đứng trước mặt mình vẫn bất khuất. Ở Giang Bắc có mộ Sử công, những năm Khang Hi sơ niên tại Hòa Dương có từ đường 'Thanh Huệ' do già trẻ góp tiền dụng lên. Nghĩ tới chuyện năm Thuận Trị thứ 6 Trọng Đông, vào thành ứng thí. Có người cùng thuyền quê ở Gia Hưng, Chiết Giang, người đó nói rằng đã sống ở Dương Châu nhiều năm; khi hỏi về việc quân Đại Thanh phá thành, người đó nói: "Tao trốn thoát khỏi thành, vì biết đại họa sẽ đến. Lúc đầu, Dương Nhân úy Cao Kiệt cướp bóc dâm ô, người trong thôn kiêng sợ bèn vào thành ở; sau thủy thổ không thuận lợi, muốn ra khỏi thành；Giang Đô lệnh không cho, mới ở vào trong thành. Sau, Đại Thanh có cử vài kẻ vào trong dò xét, bị người trong thành bắt được; rồi chúng hoan hô đòi lĩnh thưởng, Khả Pháp bèn ban ngân bài cho, nhưng chúng không biết quân Thanh đông lắm. Khả Pháp ngày đêm chờ Hoàng Đắc Công tới [cứu trợ]; khi vòng vây lập được 6 ngày, đến ngày 25 thì có người đến báo: Binh hoàng da tới. Khả Pháp trông nhìn cờ xí ở ngoài thành thấy tin tưởng, bèn mở thành đón họ vào. Khi quân ấy vào thành thì liền giết người, mới biết là người Thanh dùng kế giả trá, đại kinh; bèn bỏ giáp bỏ trốn. Bách tính ở Tân Thành, kêu khóc rầm rĩ, nhưng không biết nên làm gì cả; rồi chạy ra khỏi thành, Khả Pháp không biết kết cục ra sao"..
Cũng theo Minh quý nam lược:
Ngày Đinh Sửu (25 ÂL), Khả Pháp mở thành xuất chiến, quân Thanh phá thành mà vào, đồ sát rất thảm.
Giáo sĩ người Ý là Martino Martini (1614 - 1661), tên tiếng Hán là Vệ Khuông Quốc, tự Tể Thái trong "Thát Đát chiến kỉ" ghi nhận những việc nghe, thấy được tại Trung Quốc
Thế công của họ như sấm sét, đánh tới đâu chiếm tới đó. Có một địa phương, một tòa thành anh dũng kháng cự lại cuộc tấn công của Thát Đát, là thành Dương Châu. Có một vương tử Thát Đát đã bị chết ở dưới thành. Trong thành có đại thần Nội các là Sử các bộ trấn thủ, nhưng vì đối phương quá đông đảo đi, nên cuối cùng thất bại. Toàn bộ thành bị lục soát, bách tính và sĩ binh bị sát. Người Thát Đát cho rằng quá nhiều xác chết hôi thối sẽ gây ô nhiễm và dẫn tới dịch hạch, bèn chất đống các thi thể vào trong nhà rồi hỏa phóng hỏa đốt hết thành tàn tro, làm tất cả mọi thứ trở nên hoang phế..
Trước khi quân Thanh tiến tới thì thành Dương Châu cũng hai lần bị tàn phá bởi các tướng nhà Minh là Cao Kiệt và Lưu Trạch Thanh. Căn cứ Dương Châu thập nhật kí của Dương Tú Sở, 80 vạn bách tính thành Dương Châu bị quân Thanh đồ sát, tuy nhiên theo nhiều học giả thời Minh mạt Thanh sơ trong Minh quý nam lược thì: "Phủ Dương Châu trước bị Cao Kiệt đồ hại hai lần, giết chóc rất nhiều. Đến khi Dự vương đến, thì đồ sát gần như toàn bộ. Tổng cộng trước sau chết 80 vạn người, là kiếp nạn lớn của chúng dân trong thành". Các học giả phương Tây nhận định rằng "80 vạn người" là con số khuếch đại, có người cho rằng thực tế chắc khoảng 20 - 30 vạn

## Tranh nghị và biện hộ
Nhà sử học Trương Đức Phương đối chiếu số người tử vong theo "Dương Châu thập nhật kí", và đưa ra hoài nghi con số này, giải trình rằng, theo báo cáo từ các hương thôn phụ cận Dương Châu, thì nhân khẩu các nơi này là 78960 hộ, số miệng ăn theo giả thuyết là 495.497 người. Thêm nữa theo sổ thống kế gia thượng vào đầu thế kỉ XVII, tổng nhân khẩu phủ Dương Châu khoảng 100 vạn. Vào năm 1645 (thời điểm quân Thanh công thành), tổng nhân khẩu trong thành ước tính khoảng 20 - 30 vạn người. Trương Đức Phương cũng chỉ ra rằng việc nói nhiều người dân vào thành tránh nạn (và làm số người trong thành tăng lên 80 vạn) là không hợp lý, dù con số này vẫn có, nhưng sẽ rất ít, vì các lí do sau
Theo như các ghi chép, người dân không có đủ thời gian để vào thành Dương Châu với số lượng lớn. Bách tính nghĩ tới việc vào thành để tránh thảm họa binh đao, vì nghĩ "thành cao hào sâu, thế hiểm dễ thủ" và "quân đội đủ để chống lại kẻ thù" hai yếu tố trên. Tuy nhiên một mặt thành là đồng bằng, địa thế đâu đủ hiểm yếu và quân số lưu thủ trong thành không quá 10.000 người, tức là không thỏa cả hai "điều kiện" trên. Sử Khả Pháp vào ngày 17 tháng 4 ÂL đã lui về bảo vệ Dương Châu, nhưng khi kêu gọi binh các trấn thì chẳng người nào đến cả.
Theo ghi chép, 9 ngày trước khi Dương Châu bị vây chín ngày, người dân vì trốn các cuộc cướp bóc của Hứa Định Quốc và Cao Kiệt mà mới chạy vào thành, chúng ta có thể thấy dân trong thành không bất ngờ tăng, nhưng lại đột nhiên giảm. Dưới chế độ phong kiến, một đô thị lớn hình thành khi nền kinh tế thương mại cực phát triển; trong khi Dương Châu ngoài một số ngành thủ công nhỏ và thương mại có việc sản xuất, vận chuyển muối từ Lưỡng Hoài nhưng lại rất hạn chế, nên khó có thể trở thành đô thị 800.000 người.
Về phương diện lịch sử, Dương Châu về thời nhà Đường là một đô thị lớn, nhưng về sau phải chịu nhiều thiệt hại, tàn phá, như vào thế kỉ IX với các thế lực quân phiệt Cao Biền, Tất Sư Đạc, Tôn Nho, nên rốt cục "người trong thành dời đến khoảng trăm nhà". Sau những cuộc tàn phá như vậy, qua hơn 200 năm triều Tống Dương Châu vẫn chưa khôi phục được sự thịnh vượng như thời Tùy - Đường, tuy nhiên đến thời cuối Minh đầu Thanh thì chỉ trong chưa đầy 10 năm sau vụ tàn sát nó đã khôi phục lại sự thịnh vượng. Trong hơn 30 năm nữa, Dương Châu lại phồn thịnh hơn cả dưới thời nhà Minh.
Học giả Antonia Finnane, người Áo, cho rằng "Thập nhật kí" ghi rằng 80 vạn người bị giết, có thể con số này quá cao, thông thường số thương vong trong chiến tranh khó có thể khảo cứu, và nhận định rằng Vương Tú Sở đã phóng đại sự tàn bạo của vụ thảm sát.

## Nhận định
Theo các sử gia, sở dĩ quân Thanh tiến hành đồ sát ở Dương Châu và Gia Định là nhằm mục đích
- Trừng phạt sự ngoan cố chống cự của Sử Khả Pháp và các viên tướng Nam Minh.
- Cảnh cáo những vùng còn lại ở Giang Nam về hậu quả phải gánh lấy nếu dám chống lại quân Thanh.

Những tài liệu viết về các cuộc tàn sát ở Dương Châu, Gia Định và Giang Âm về sau được sử dụng để tuyên truyền chống lại người Mãn Châu trong thời kì của cuộc nổi dậy Thái Bình Thiên Quốc và Cách mạng Tân Hợi chống nhà Thanh.